# Англо-єгипетський договір (1936)
Англо-єгипетський договір був підписаний 1936 року та визначав відносини між Сполученим Королівством і Єгипетським королівством. Офіційно був відомий як «договір про союз Його Величності зі Сполученого Королівства і Його Величності Короля Єгипту» (The Treaty of Alliance Between His Majesty, in Respect of the United Kingdom, and His Majesty, the King of Egypt).

## Зміст
Договір передбачав виведення всіх військ Великої Британії з Єгипту за винятком тих військ, що були необхідні для захисту Суецького каналу та його околиць. Також 10 000 британських солдат допоміжного персоналу залишались неподалік від Суецького каналу. Велика Британія також пообіцяла навчати єгипетську армію, а також надавати допомогу із захисту країни у разі війни. Договір був підписаний 26 серпня у палаці Заафарана й ратифікований 22 грудня на наступні 20 років, до 1956.
Приводом для укладення договору стала Друга італо-ефіопська війна, що почалась 1935 року та завершилась окупацією Ефіопії. Король Фарук I остерігався, що італійці також можуть вторгнутись до Єгипту, щоб приєднати до основної частини фашистської Італії Африканську частину. Договір не підтримали націоналісти з Партії арабського соціалістичного відродження, які бажали повної незалежності Єгипту. Це спровокувало хвилю антибританських та антиурядових демонстрацій. Демонстранти також протестували через те, що не було вирішено питання Судану. Англійці заявили, що Судан має спільно управлятись Єгиптом і Великою Британією, на що єгиптяни відповіли відмовою. Незважаючи на ту угоду, реальна влада залишалась у руках англійців[джерело?], і договір різко виступав за збереження статус-кво.
Новий уряд Єгипту в односторонньому порядку анулював договір 1951 року. За три роки Велика Британія погодилась вивести свої війська. Виведення було завершено у липні 1956 року та, відповідно, виведення британських військ розглядалось[ким?] як право на повну незалежність Єгипту[джерело?]. 26 липня 1956 року Єгипет націоналізував Суецький канал після відмови Великої Британії та США фінансувати будівництво Асуанської греблі, нібито для оплати дамби, хоча насправді більшу частину фінансування надав Радянський Союз, що прискорило початок Суецької кризи.